# Miyakojima
Miyakojima (宮古島市 Miyakojima-shi?, okinawense: Naaku) Lit ciudad Isla Miyako, es una ciudad que se expande por varias islas situadas en la prefectura de Okinawa, Japón.
La moderna ciudad de Miyakojima se estableció el 1 de octubre de 2005, de la fusión de la antigua ciudad de Hirara , las ciudades de Gusukube , Irabu y Shimoji , y el pueblo de Ueno (todos del distrito Miyako), como resultado de la fusión, la  prefectura de Okinawa tiene un pueblo de menos.
A diciembre de 2012 cuenta con 24 728 hogares para una población estimada de 54 908 habitantes y una superficie de 204,54 km² con una densidad de 268,45 hab/km². El alcalde de la ciudad es Toshihiko Shimoji (nacido en 1945) quien asumió el cargo en 2009.

## Clima
El clima de Miyakojima está en el límite entre un clima ecuatorial y un clima subtropical húmedo con veranos muy cálidos e inviernos suaves. Las precipitaciones son abundantes durante todo el año; agosto es el mes más húmedo, y enero y julio son los más secos.
| Parámetros climáticos promedio de Miyakojima (1991-2020) | Parámetros climáticos promedio de Miyakojima (1991-2020) | Parámetros climáticos promedio de Miyakojima (1991-2020) | Parámetros climáticos promedio de Miyakojima (1991-2020) | Parámetros climáticos promedio de Miyakojima (1991-2020) | Parámetros climáticos promedio de Miyakojima (1991-2020) | Parámetros climáticos promedio de Miyakojima (1991-2020) | Parámetros climáticos promedio de Miyakojima (1991-2020) | Parámetros climáticos promedio de Miyakojima (1991-2020) | Parámetros climáticos promedio de Miyakojima (1991-2020) | Parámetros climáticos promedio de Miyakojima (1991-2020) | Parámetros climáticos promedio de Miyakojima (1991-2020) | Parámetros climáticos promedio de Miyakojima (1991-2020) | Parámetros climáticos promedio de Miyakojima (1991-2020) |
| Mes                                                      | Ene.                                                     | Feb.                                                     | Mar.                                                     | Abr.                                                     | May.                                                     | Jun.                                                     | Jul.                                                     | Ago.                                                     | Sep.                                                     | Oct.                                                     | Nov.                                                     | Dic.                                                     | Anual                                                    |
| -------------------------------------------------------- | -------------------------------------------------------- | -------------------------------------------------------- | -------------------------------------------------------- | -------------------------------------------------------- | -------------------------------------------------------- | -------------------------------------------------------- | -------------------------------------------------------- | -------------------------------------------------------- | -------------------------------------------------------- | -------------------------------------------------------- | -------------------------------------------------------- | -------------------------------------------------------- | -------------------------------------------------------- |
| Temp. máx. abs. (°C)                                     | 27.0                                                     | 27.6                                                     | 28.6                                                     | 30.7                                                     | 33.3                                                     | 35.1                                                     | 35.3                                                     | 34.2                                                     | 34.2                                                     | 32.5                                                     | 30.9                                                     | 28.8                                                     | 35.3                                                     |
| Temp. máx. media (°C)                                    | 20.6                                                     | 21.1                                                     | 22.8                                                     | 25.1                                                     | 27.7                                                     | 30.3                                                     | 31.7                                                     | 31.3                                                     | 30.1                                                     | 27.8                                                     | 25.5                                                     | 22.2                                                     | 26.4                                                     |
| Temp. media (°C)                                         | 18.3                                                     | 18.6                                                     | 20.1                                                     | 22.5                                                     | 25.0                                                     | 27.7                                                     | 28.9                                                     | 28.6                                                     | 27.6                                                     | 25.5                                                     | 23.1                                                     | 20.0                                                     | 23.8                                                     |
| Temp. mín. media (°C)                                    | 16.3                                                     | 16.6                                                     | 17.9                                                     | 20.4                                                     | 23.0                                                     | 25.7                                                     | 26.8                                                     | 26.5                                                     | 25.6                                                     | 23.8                                                     | 21.3                                                     | 18.2                                                     | 21.8                                                     |
| Temp. mín. abs. (°C)                                     | 6.9                                                      | 7.3                                                      | 8.6                                                      | 11.4                                                     | 15.2                                                     | 17.4                                                     | 21.4                                                     | 21.2                                                     | 19.7                                                     | 17.2                                                     | 12.9                                                     | 9.6                                                      | 6.9                                                      |
| Precipitación total (mm)                                 | 138.8                                                    | 119.8                                                    | 138.7                                                    | 148.7                                                    | 222.3                                                    | 194.7                                                    | 151.6                                                    | 257.4                                                    | 259.3                                                    | 157.9                                                    | 139.8                                                    | 147.2                                                    | 2076.2                                                   |
| Días de lluvias (≥ 1 mm)                                 | 12.3                                                     | 10.8                                                     | 10.9                                                     | 9.9                                                      | 10.7                                                     | 9.8                                                      | 9.3                                                      | 12.2                                                     | 11.2                                                     | 10.0                                                     | 10.9                                                     | 11.9                                                     | 129.9                                                    |
| Horas de sol                                             | 85.5                                                     | 90.3                                                     | 116.0                                                    | 122.9                                                    | 149.3                                                    | 191.9                                                    | 241.0                                                    | 210.9                                                    | 179.3                                                    | 151.9                                                    | 112.3                                                    | 92.7                                                     | 1744                                                     |
| Humedad relativa (%)                                     | 72                                                       | 74                                                       | 76                                                       | 79                                                       | 82                                                       | 84                                                       | 80                                                       | 81                                                       | 79                                                       | 75                                                       | 74                                                       | 71                                                       | 77.3                                                     |
| Fuente: JMA (1991-2020)                                  |                                                          |                                                          |                                                          |                                                          |                                                          |                                                          |                                                          |                                                          |                                                          |                                                          |                                                          |                                                          |                                                          |

## Transporte
- Aeropuerto de Miyako

## Cultura
- Festival tradicional Paantu, evento tradicional del distrito de Shimajiri, para alejar el mal y atraer buena salud.[4]